# Artūrs Irbe
Artūrs Irbe (2. februar 1967 i Riga i Lettiske SSR) er en tidligere sovjetisk og lettisk professionel ishockey-målmand. Han har spillet i National Hockey League (NHL) for San Jose Sharks, Dallas Stars, Vancouver Canucks, Carolina Hurricanes og Columbus Blue Jackets. For tiden er han målmandstræner for Washington Capitals.

## Karriere
Irbe blev udvalgt under NHL Entry Draft i 1989 af Minnesota North Stars som nummer 7 i den 10. runde af 196 runder. Hans første professionelle ishockeyhold var Dinamo Riga i den Sovjetiske Ishockeyliga fra 1987–91. I denne periode spillede Irbe også for Sovjetunionen ved verdensmesterskaberne i ishockey i 1989 og 1990, hvor de blev mestre og Irbe fik æren som den bedste målmand i 1990-turneringen. I 1988–89-sæsonen rejste Irbe med sin daværende klub Dinamo Riga til Nordamerika for at spille mod NHL-klubber.
I 2008 overvejede Irbe at stoppe sin karriere, og fik en aftale med Dinamo Riga og virkede som målmandstræner for klubben. I august 2009 besluttede Irbe sig for at tage tilbage til Nordamerika for at blive målmandstræner hos NHL-klubben Washington Capitals efter tidligere målmandstræner Dave Prior trådte tilbage af familiemæssige årsager.
Irbe var flagbærer for Letland ved åbningsceremonien i Vinter-OL i 2006 i Torino. Han er også medlem af bestyrelsen for Kids First Fund, en organisation i USA der samler midler sammen til projekter for mishandlede og forladte børn i Letland. Siden den 14. oktober 2008 er Artūrs Irbe Officer af Trestjerneordenen, en orden han fik overrakt af Letlands præsident Valdis Zatlers på Rigas Slot den 7. maj 2009.